# Aluminium Rheinfelden
Aluminium Rheinfelden — компания-производитель алюминиевых изделий.

## История
«Alu» была основана в 1898 году Швейцарским акционерным обществом алюминиевой промышленности (сокращенно AIAG, позже Alusuisse) как первое алюминиевое производство Германии. 31 мая 1898 года, спустя 10 лет после того, как AIAG ввела в эксплуатацию первую в Европе алюминиевую выплавку в швейцарском Нойхаузене, в Райнфельдене ввели в эксплуатацию десять электролизных печей. Поводом и предпосылкой для распространения данной энергоёмкой промышленности в этом регионе стало строительство первой в Европе речной электростанции, ранее на практически неразвитом немецком берегу Верхнего Рейна. Так же этому способствовал и стремительный приток рабочей силы, который стал толчком для развития молодого города Рейнфельден.
С 1938 по 1945 год производством руководил швейцарско-немецкий промышленный менеджер Ахим Тоблер. В эпоху национал-социализма эксплуатировались советские и итальянские подневольные рабочие.
11 февраля 2021 года компания «Русал» подписала соглашение о покупке активов Aluminium Rheinfelden, сумма сделки не разглашается.